# Џирит (игра)
Џирит (турски:Cirit) је игра коју су турска племена донела у Анадолију селећи се из централне Азије. У постојбини је то била ратничка вештина где се вежбало што прецизније гађање противника копљем. Данас је то спорт у којем поново посебно значајну улогу игра коњ. Циљ ове игре је да учесници јашући на коњу копљем дужине нешто више од метра, по којем је игра и добила назив, погоде противника.

## Историја
Коњи су били свете животиње за Турке који су живели као номадска племена у централноазијским степама. Турци су се рађали, одрастали, живели, борили и умирали на коњу. Тако је џирит постала најважнија спортска и церемонијална игра турског народа. Сам израз је арапска реч (арап. جريد, џирит) која се односи на копље или штап направљен од огољеног палминог листа.
Џирит је дошао у Анадолију са Турцима док су мигрирали 1071. године из својих домовина у централној Азији. Касније у 16. веку, Турци османлије су је прихватили као ратну игру и од тада је наставила да буде распрострањена. У доба мира џирит се играо како би се побољшале вештине напада и одбране коњице, а током похода да би се подстакао њихов ентузијазам за битку. Познато је да су неки од отоманских султана били играчи џирита, а рани султани попут Бајазита I (1389-1402) и Мехмеда I (1413-1421) придавали су значај џириту током обуке својих армија. Надређена класа коњаника познатих као "cündi" формирана је од оних који су били вешти у џириту. Игра се проширила по Арабији и европским земљама и била је популарна на немачком и француском говорном подручју током 17. века.
У 19. веку игра је стекла своју највећу популарност као ревијални спорт и као игра на двору, као и на свим територијама које су биле под отоманском влашћу. Међутим, игра није била безопасна, а повреде, па чак и смрт од пада у покушају да се ухвате штапови који су летели, навеле су Махмуда II (1808–1839) 1826. године да забрани овај спорт након што је распустио јањичарски корпус. Иако је играње џирита настављено, посебно у провинцијама, никада није повратило значај које је поседовало у некадашњим временима.
Данас џирит није толико распрострањен као некада, али се и даље одржава као спорт за гледаоце, првенствено у Ушаку, Сивасу, Малатији, Ерзуруму, Кајсерију, Конији, Синопи, Гази Антепу, Бурси, Анталији и др. Културна фолклорна друштва такође покушавају да одрже овај традиционални спорт организовањем локалних турнира. Око 50 клубова у девет провинција у Турској организује турнире џирита. У Ушаку данас постоје клубови у којим и жене играју џирит.

## Правила игре
Џирит је колективна игра са строгим правилима, са по седам играча у сваком тиму и судијом који води игру и бележи бодовање. Играчи поштујући правила бацају копље према противничким играчима трудећи се да их погоде. Да би избегли погодак, такмичари изводе различите покрете и акробатске фигуре док јашу. Иако у овом спорт данас није циљ повредити противника, повреде се догађају. На пример, такмичар чији је коњ погођен мора да напусти игру. Ни повреде такмичара нису ретке, зато је потребно бити одличан јахач и остварити савршен склад са коњем. У ситуацији када се такмичар приближи противнику на неколико метара и дође у позицију да га неизбежно погоди, он из моралних разлога подигне копље као да ће га бацити, али то ипак не учини. Овај поступак се зове "опроштај" (тр. bağışlama), и играч тада добија поен. Побеђује тим који сакупи већи број погодака.